# Vecirciîne, Hadeaci
Vecirciîne (în ucraineană Вечірчине) este un sat în comuna Krasnoznamenka din raionul Hadeaci, regiunea Poltava, Ucraina.

## Demografie
Componența lingvistică a localității Vecirciîne
     Ucraineană (95,97%)
     Rusă (4,03%)
Conform recensământului din 2001, majoritatea populației localității Vecirciîne era vorbitoare de ucraineană (95,97%), existând în minoritate și vorbitori de rusă (4,03%).